# Facultad de Ciencias Empresariales y del Trabajo de Soria
La Facultad de Ciencias Empresariales y del Trabajo de la Universidad de Valladolid es un centro docente situado en Soria donde se imparten los estudios de Grado y másteres de la rama del conocimiento de Ciencias Sociales y Jurídicas. Se encuentra dentro del Campus Duques de Soria.

## Historia

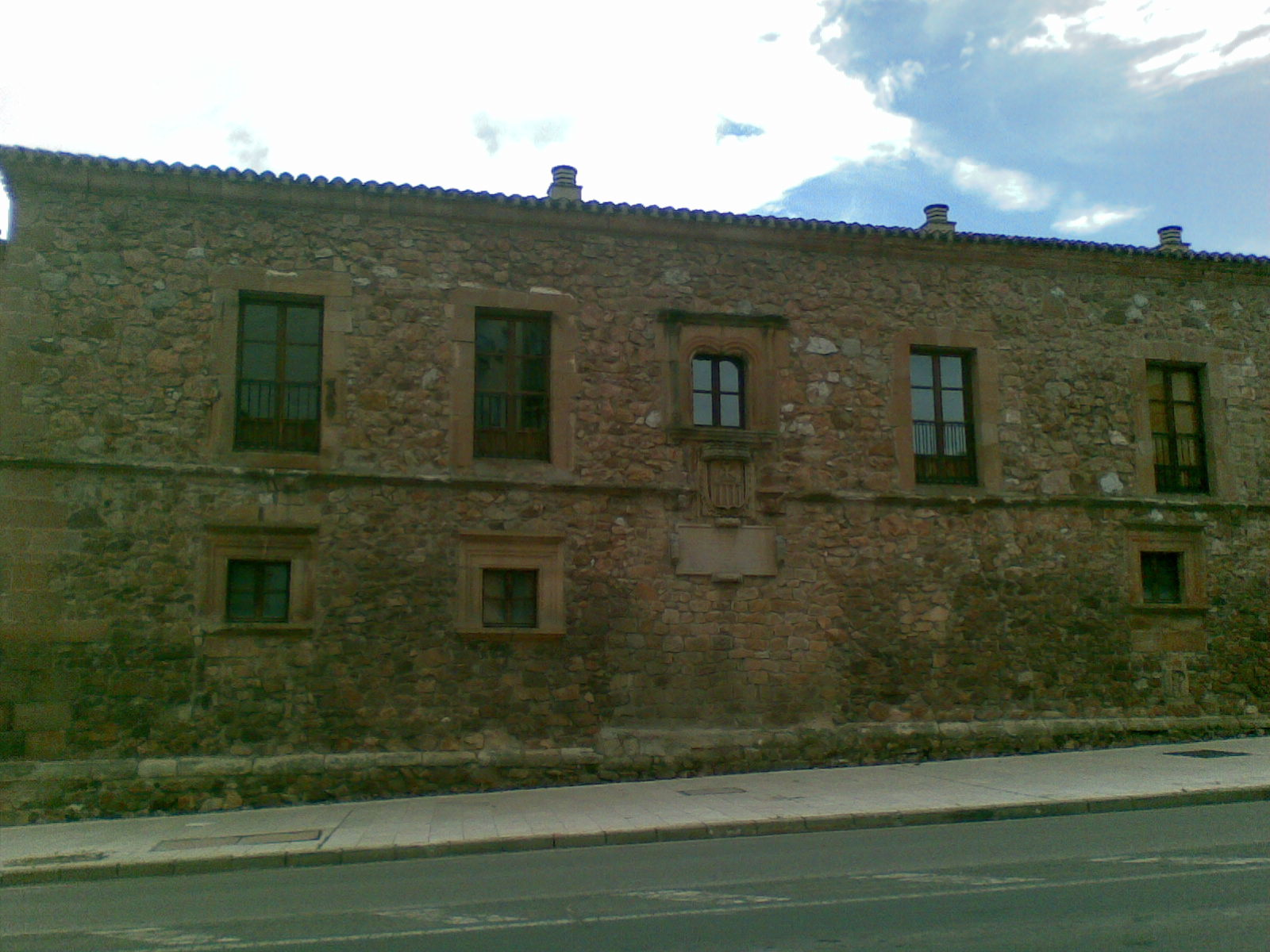
Convento de Nuestra Señora de la Merced, antigua sede de la Escuela de Empresariales.

La Escuela Universitaria de Estudios Empresariales se creó en 1995 teniendo su primera sede en la Plaza Mayor, compartiendo instalaciones con la Escuela de Relaciones Laborales. En el año 1997 se trasladó a la que fue su sede desde el curso académico 1997/98 hasta 2005/06, el antiguo convento de la Merced. Desde septiembre de 2006 la Escuela tiene su sede definitiva en el Campus Universitario Duques de Soria que alberga la totalidad de centros universitarios ubicados en Soria.
Tras un largo proceso, en el curso 2005/06 se produjo la integración definitiva de los estudios de Diplomado en Relaciones Laborales en la Universidad de Valladolid lo que conllevó la transformación de la Escuela Universitaria de Estudios Empresariales en la Escuela Universitaria de Ciencias Empresariales y del Trabajo. En el curso académico 2010/11 se produce un cambio sustancial fruto de la nueva ordenación de las enseñanzas universitarias que trajo consigo la transformación de las Diplomaturas en títulos de Grado. 
Es este un hito que marcó un antes y un después en la historia del Centro al permitir la impartición de titulaciones universitarias superiores, concretamente Graduado en Administración y Dirección de Empresas, Graduado en Relaciones Laborales y Recursos Humanos y el Programa de Estudios de Grado Conjunto que, al igual que pasaba en las antiguas diplomaturas, permite en cinco años que los estudiantes que optan a él se gradúen simultáneamente en ambas titulaciones, con el consiguiente valor añadido. En el año 2015 la escuela universitaria se transformó en facultad.

## Titulaciones

### Grado
- Grado en Relaciones Laborales y Recursos Humanos
- Grado en Administración y Dirección de Empresas
- Programa conjunto de Grado en Relaciones Laborales y Recursos Humanos + Grado en Administración y Dirección de Empresas

### Postgrado
- Máster en Dirección y Administración de Escuelas Infantiles de Primer Ciclo
- Magíster en Gestión Internacional de la Pequeña y Mediana Empresa
- Magíster en Gestión y Control Contable, Financiero y Fiscal de la Pequeña y Mediana Empresa